# 엥케 혜성
엥케 혜성(Comet Encke 또는 Encke's Comet, 공식 명칭 : 2P/엥케)은 공전 주기 약 3.3년인 주기 혜성으로, 1786년 1월 17일 피에르 메생이 처음 기록하였으며, 1819년 요한 프란츠 엥케가 일정 주기마다 돌아오는 주기 혜성이라는 사실을 밝혀냈다. 엥케 혜성은 핼리 혜성처럼 발견자가 아닌 궤도를 계산한 사람의 이름이 붙은 매우 희귀한 경우이다. 다른 혜성처럼 반사율이 매우 낮으나(0.046), 근일점 접근 시에는 코마가 생겨난다. 혜성의 핵의 지름은 약 4.8 km이다.

## 발견
엥케 혜성은 핼리 혜성에 이어 두 번째로 주기성이 확인된 혜성이다. 엥케 혜성 자체는 1786년 피에르 메생과 샤를 메시에, 1795년 캐롤라인 허셜, 1818년 장루이 퐁스가 관측하였다. 1819년 요한 프란츠 엥케는 이러한 관측 기록을 토대로 혜성이 1822년에 돌아올 것이라고 예측했으며, 1822년 6월 2일 시드니 천문대의 카를 루트비히 크리스챤 륌케르가 엥케 혜성이 돌아왔음을 확인하였다.

## 궤도
혜성은 근본적으로 섭동과 기체 방출로 인해 궤도가 불안정한데, 엥케 혜성은 궤도 경사가 매우 낮고 공전 주기도 약 3년으로 작기 때문에, 내행성의 섭동으로 인한 궤도 변화가 특히 크다. 엥케 혜성은 현재 목성과 7:2 궤도 공명을 일으키기 직전 상태이며, 이에 따라 엥케 혜성에서 떨어져 나온 파편이 7:2 공명으로 태양을 돌고 있을 가능성도 있다.
엥케 혜성과 지구 사이의 최소 궤도 교차 거리는 0.173 AU이다. 1997년 7월 4일 엥케 혜성은 지구에서 0.19 AU 떨어진 곳을 지나갔으며, 약 2172년 경에는 0.1735 AU 지점을 지나갈 것으로 예상하고 있다. 2013년 11월 18일에는 엥케 혜성이 수성에서 0.025 AU 떨어진 곳을 지나가기도 했다.
엥케 혜성의 근일점은 0.34 AU이며, 근일점에서의 공전 속도는 69.5 km/s (250,000 km/h)에 달한다. 1769년부터 2103년 사이 엥케 혜성의 근일점은 0.347 AU (1782년)에서 0.330 AU (2050년) 정도밖에 변화하지 않는다. 번호가 붙은 주기 혜성 중, 96P/맥홀츠를 제외한 모든 혜성은 근일점이 엥케 혜성보다 멀다.

## 관측
엥케 혜성은 1818년 이후, 1944년 한 번을 제외하고는 모든 근일점 통과를 관측하였다.
1913년 7월 2일, 윌슨산 천문대에서 원일점에 있는 혜성을 촬영하였는데, 촬영한 사진 건판이 우편 배송 중 실종되었다. 같은 해 9월 1일, 같은 천문대에서 같은 방식으로 사진을 촬영해, 예측한 위치에서 1.5 각분 떨어진 곳에 천체가 있는 모습을 촬영하는 데 성공했으나, 당시 궤도 계산의 오차 범위가 컸기 때문에 해당 천체가 엥케 혜성이 맞는지는 확실하지 않았다. 1970년대 엥케 혜성의 궤도를 다시 계산한 결과, 이 사진에 찍힌 천체는 새로 계산한 예상 위치에서 수 각초 가량만 떨어져 있었으며, 이를 통해 이 천체는 엥케 혜성이 맞다고 결론지어졌다.
1918년 3월 그리니치 천문대에서 엥케 혜성을 관측하였는데, 당시의 관측 기록에는 "3월 9일에 비해 3월 12일에 관측한 혜성은 더 각이 졌고, 밝았고, 작았다. 지름은 1.5 각분, 등급은 7.7 (B.D. 체계)였다. 6인치 망원경에서는 별처럼 보였지만, 28인치 망원경에서는 핵을 확실히 볼 수 없었다"는 내용이 남아 있다.
1972년 9월 3일 혜성이 원일점에 있을 즈음, 원일점에 있는 엥케 혜성을 촬영하려는 시도가 여럿 이루어졌다.
1980년 엥케 혜성에 대한 레이더 관측이 이루어졌는데, 이는 혜성 중 최초였다.
1984년 4월 파이어니어 금성 궤도선은 극자외선으로 엥케 혜성을 관측하여, 물이 방출되는 비율을 측정하였다.
2002년 엥케 혜성을 탐사하기 위해 컨투어 탐사선이 발사되었으나, 탐사선과의 통신이 두절되어 탐사에 실패하였다.
2007년 4월 20일, STEREO-A 탐사선은 엥케 혜성의 꼬리가 코로나 질량 방출에 따른 자기장 교란으로 인해 일시적으로 끊기는 모습을 포착하였다. 꼬리 자체는 혜성에서 방출되는 먼지와 기체로 다시 원래대로 돌아갔다.

## 유성우

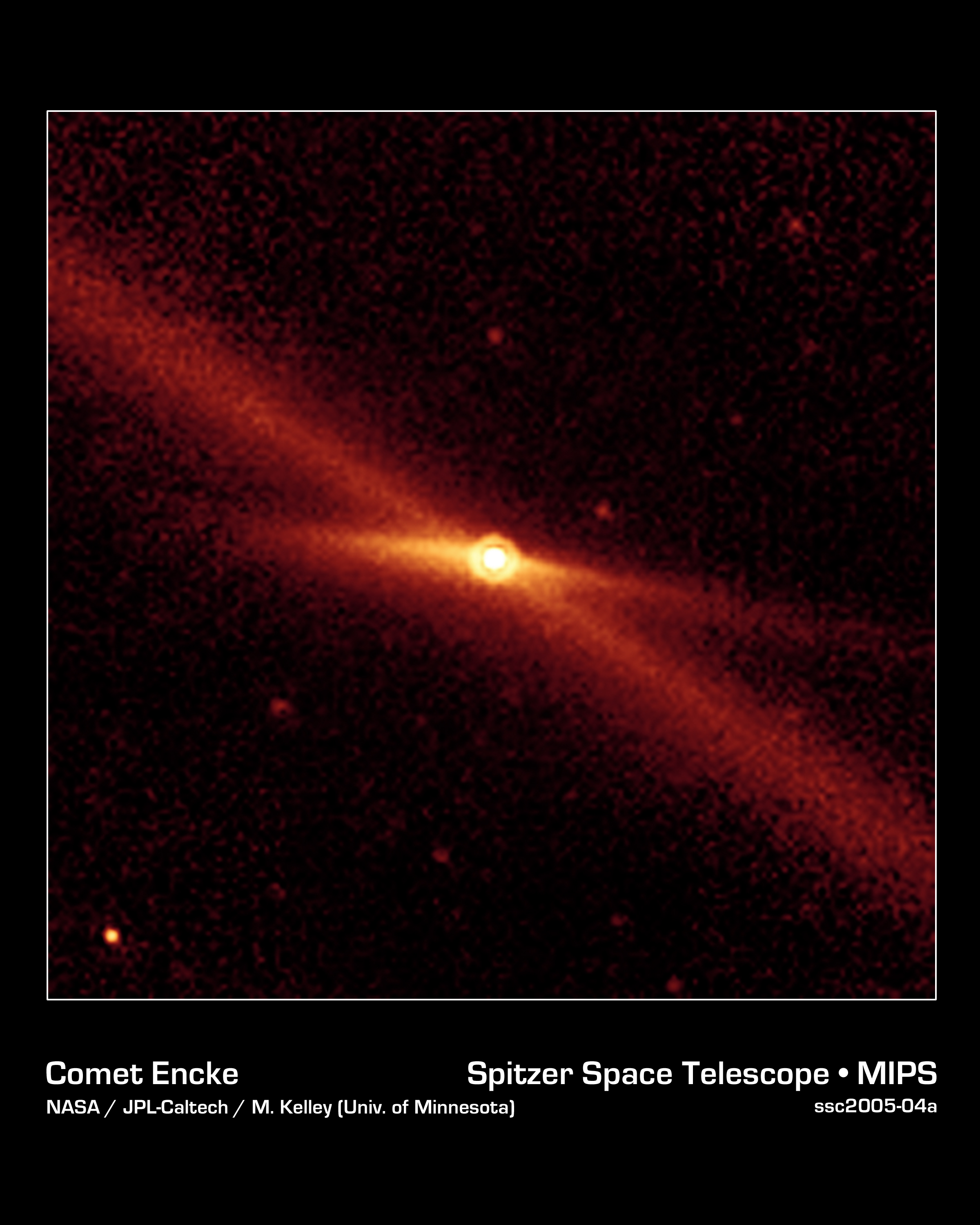
스피처 우주망원경이 촬영한 엥케 혜성과 혜성 주변의 먼지 궤적.

엥케 혜성은 11월 가량 나타나는 황소자리 유성군과, 6월 말~7월 초에 나타나는 황소자리 베타 유성군의 근원 천체일 것이라고 추정하고 있다. 비슷한 시기 수성에 내리는 유성우도 관측되었다.
근지구 천체 2004 TG10은 엥케 혜성의 파편일 가능성도 있다.

### 수성
메신저 탐사선의 관측 결과, 수성에 계절별로 내리는 유성우의 원인이 엥케 혜성일 가능성이 제기되었다. 탐사선에 실린 분광 장비에서는 탐사선이 수성 궤도에 진입한 2011년 3월부터 수성 대기의 칼슘 함량이 급증하는 현상이 계절에 따라 반복된다는 사실을 알아냈는데, 일반적으로 칼슘의 농도 증가는 먼지 입자가 표면과 충돌하며 칼슘이 포함된 분자가 대기로 방출되며 농도가 증가하나, 내태양계에 있는 먼지만으로는 칼슘이 급증하는 정도를 설명할 수 없으며, 혜성 등 일정하게 먼지를 공급하는 천체가 있다고 가정해야 한다.

## 지구에서의 영향

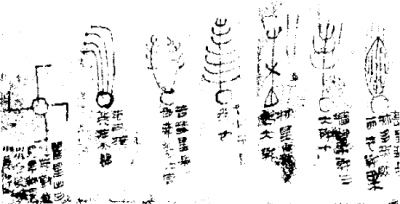
한나라 시대 비단에 그린 그림으로, 일부에서는 이를 엥케 혜성이 쪼개지는 모습을 표현한 것으로 추정하기도 한다.

1908년의 퉁구스카 폭발사건은 일반적으로 혜성이 충돌해 생긴 것으로 보고 있는데, 엥케 혜성의 파편이 충돌해 발생한 것이라는 가설도 있다.
여러 문화에서 등장하는 만자문의 유래를 혜성에서 찾기도 하는데, 특히 일각에서는 엥케 혜성의 자전축과 궤도면이 5도 가량밖에 차이가 나지 않기 때문에, 혜성 활동이 활발하게 일어날 경우 분출되는 물질이 만자문의 모양처럼 보일 수 있다고 보아, 엥케 혜성이 분열되며 황소자리 유성군이 만들어지는 현상에서 유래했다고 추정하기도 한다.
2019년 천문학계에서는 황소자리 베타 유성군이 지나가는 시기에 맞춰, 7월 5일~11일, 7월 21일~8월 10일에 엥케 혜성의 파편을 찾기 위해 집중적인 관측을 진행했으나, 이를 통해 발견한 천체는 없었다.

## 에테르 연구에서의 사용
엥케 혜성과 비엘라 혜성은 에테르라고 하는 가상의 물질을 검증하는 데 사용된 적이 있다는 점에서, 과학사적으로 중요한 가치를 띈다. 두 혜성의 궤도는 지속적인 섭동으로 인해 공전 주기가 감소하는 경향을 보이는데, 이는 공전 중 에테르에 의한 마찰을 받기 때문이라고 여겨졌다. 1860년대의 연구에서는 이에 대해 다음과 같이 언급하였다.
1200일 동안 엥케 혜성은 약 2일, 2400일 동안 비엘라 혜성은 약 1일을 잃는다. 이는 즉 다음 접근 시 천체가 이 양만큼 빠르게 발견됨을 의미한다. 이 불규칙성의 원인은 에테르 이외에는 발견된 바 없다.
당시에는 혜성에서의 기체 방출로 인해 궤도가 변화할 수 있다는 사실이 밝혀지지 않았었다. 또한, 엥케 혜성의 자전축은 81년을 주기로 세차 운동을 일으키는데, 이로 인해 혜성은 실제로 약 40년 동안은 태양복사로 인해 가속되고, 나머지 40년 동안은 감속되는 현상이 반복되나, 이 또한 당시에는 알려지지 않았었다.

## 사진

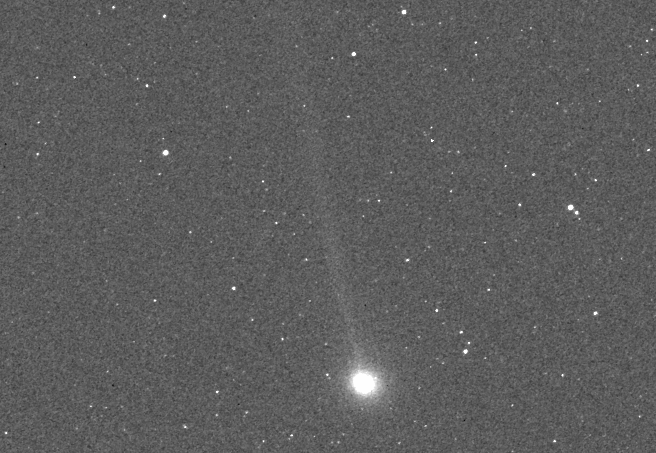
2013년 11월 17일, 수성에 최근접한 엥케 혜성을 메신저 탐사선이 촬영한 사진.